# Dassault/Dornier Alpha Jet
Alpha Jet là một máy bay phản lực huấn luyện cao cấp đồng thời là một máy bay tấn công hạng nhẹ được chế tạo bởi hãng Dornier của Đức và Dassault-Breguet của Pháp.

## Lịch sử
Vào đầu những năm 1960, các lực lượng không quân Tây Âu bắt đầu xem xét những yêu cầu mới nhằm đáp ứng hoạt động trong vài thập kỷ tới. Một trong những yêu cầu đó là nhu cầu về một máy bay huấn luyện phản lực thế hệ mới để thay thế cho những máy bay đã cũ như Lockheed T-33 và Fouga Magister. Trong cuộc đua này đã xuất hiện hai đối thủ chính là BAe Hawk của Anh và Dassault-Dornier Alpha Jet của Pháp-Đức.

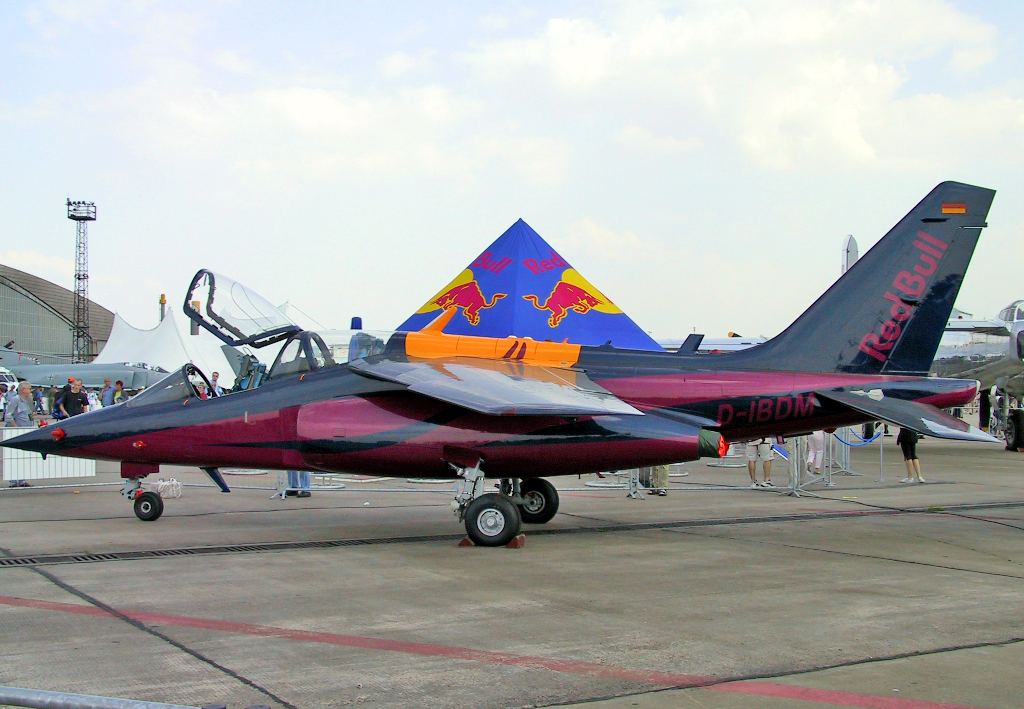
Alpha Jet thuộc sở hữu của Red Bull.

Thời thời điểm bắt đầu, Alpha Jet đã chiếm ưu thế, nhưng về giai đoạn sau BAe Hawk đã chứng tỏ mình mới là người thắng thế. Tuy nhiên, Alpha Jet đã được chế tạo với chất lượng tốt và hoạt động trong một số lực lượng không quân của các quốc gia trong vài thập kỷ.
Đầu những năm 1960, Anh và Pháp bắt đầu một sự hợp tác để phát triển một máy bay tấn công hạng nhẹ/huấn luyện phản lực siêu âm. Kết quả của sự hợp tác này là loại máy bay SEPECAT Jaguar, nó đã chứng tở là một máy bay ưu tú, nhưng các quốc gia chế tạo chỉ xác định nó là một sự phát triển trong thời gian chuyển tiếp.
Nhu cầu ban đầu chưa được hoàn thành và vì thế người Pháp đã bắt đầu thương lượng với Tây Đức để tạo sự liên kết mới. Một mẫu máy bay chung thử nghiệm đã được chế tạo vào năm 1968. Máy bay huấn luyện này có tốc độ dưới tốc độ âm thanh, mẫu máy bay huấn luyện siêu âm có một số vấn đề nên không được hoàn thành. Một sự phát triển chung và thỏa thuận sản xuất đã được ký kết vào tháng 7 năm 1969, thỏa thuận này chỉ rõ hai quốc gia sẽ mua 200 máy bay, và chúng sẽ được lắp ráp tại từng quốc gia mà chúng sẽ phục vụ.
Những đề xuất từ các hãng chế tạo đã được lựa chọn và có ba nhóm những nhà sản xuất chính:
- Dassault, Breguet và Dornier đưa ra mẫu "TA501", được phát triển từ ý tưởng sử dụng thiết kế của Breguet 126 và Dornier P.375.
- SNIAS/MBB đưa ra mẫu "E.650 Eurotrainer".
- VFW-Fokker đưa ra mẫu "VFT-291".

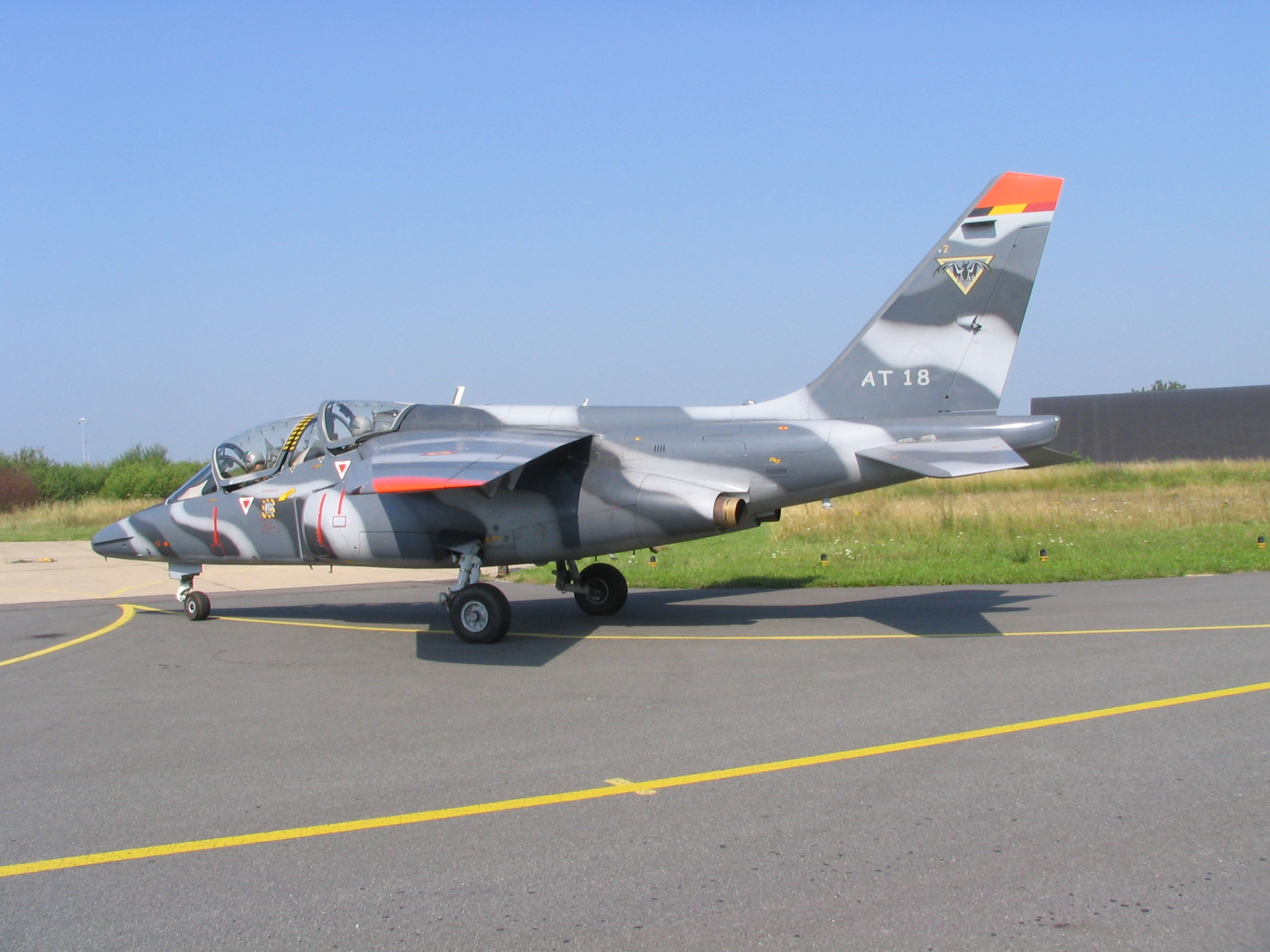
Alpha Jet E Không quân Bỉ.

Mọi mẫu đề nghị đều được trang bị hai động cơ phản lực cánh quạt đẩy SNECMA-Turboméca Larzac. Luftwaffe (không quân Đức) đã yêu cầu mẫu huấn luyện phải có hai động cơ sau khi họ đã mất rất nhiều máy bay từ những tai nạn của động cơ trên loại máy bay Lockheed F-104 Starfighter.
Breguet-Dassault-Dornier TA501 đã được chọn làm mẫu để phát triển vào tháng 7 năm 1970, với những trình bày đầy đủ được thông qua vào tháng 2 năm Hàng không năm 1972. Hai nguyên mẫu đã được chế tạo bởi Dassault tại Pháp (công ty này đã mua Breguet trong thời gian đó) và hai chiếc nữa sẽ được hãng Dornier chế tạo tại Đức. Nguyên mẫu đầu tiên của Pháp thực hiện chuyến bay đầu tiên tại Căn cứ không quân Istres vào ngày 26 tháng 10 năm 1973, và nguyên mẫu đầu tiên của Đức bay lần đầu tiên tại Oberpfaffenhofen vào ngày 9 tháng 1 năm 1974. Còn lại hai nguyên mẫu đã thực hiện các chuyến bay trước khi kết thúc năm 1974.
Không quân Pháp quyết định sử dụng Alpha Jet chủ yếu như một máy bay huấn luyện, và chiếc Alpha Jet sản phẩm hoàn thiện đầu tiên cho Pháp thực hiện chuyến bay đầu tiên vào ngày 4 tháng 11 năm 1978. Phiên bản của Pháp còn được gọi là máy bay Alpha Jet E ("E" là Ecole, tiếng Pháp nghĩa là "School") hay Alpha Jet Advanced Trainer/Light Attack. Những đợt giao hàng đầu tiên cho Pháp để thử nghiệm hoạt động diễn ra vào năm 1978, sau đó nó chính thức đi vào hoạt động trong biên chế tháng 5 năm 1979, thay thế cho Canadair T-33 với vai trò máy bay huấn luyện phản lực và Dassault Mystère IVA trong vai trò huấn luyện vũ khí. Chỉ có 176 chiếc Alpha Jet E đã được chuyển giao cho đến năm 1985, chứ không phải là 200 chiếc như trong kế hoạch.

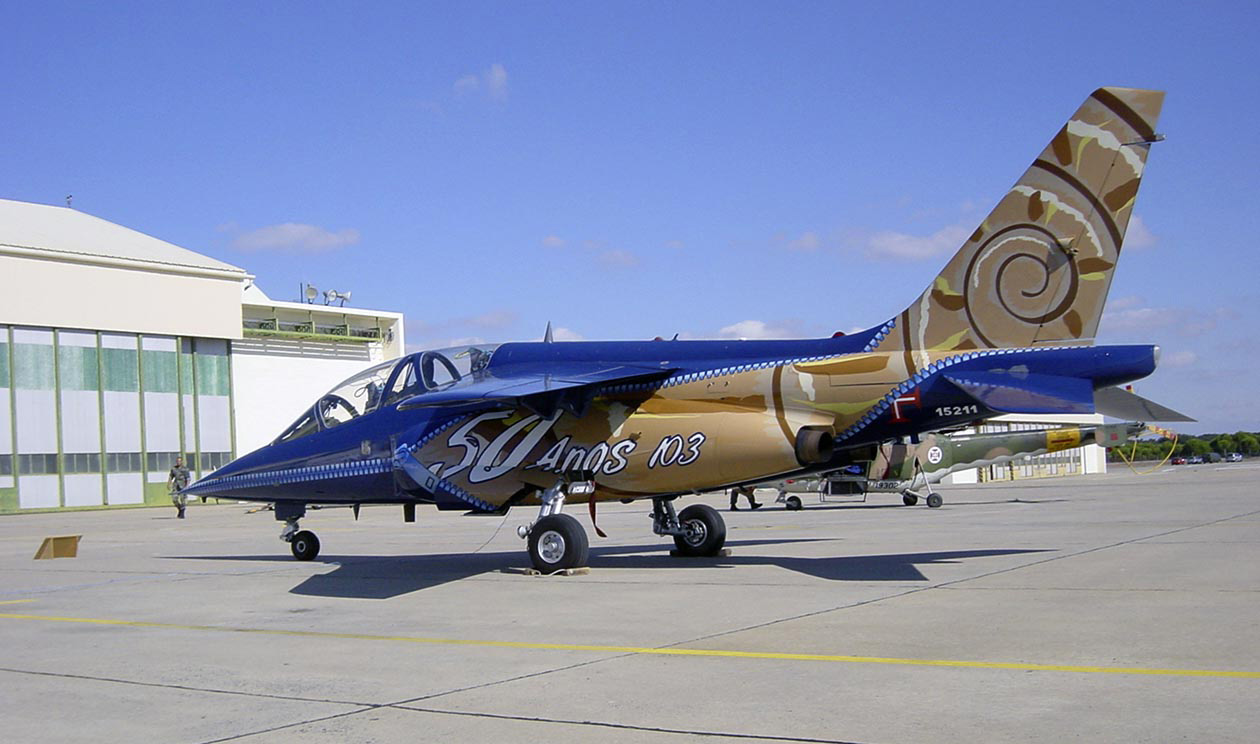
Alpha Jet A của Bồ Đào Nha.

Không quân Đức (Luftwaffe) lại quyết định sử dụng Alpha Jet như một máy bay tấn công hạng nhẹ. Chiếc Alpha Jet sản phẩm hoàn thiện đầu tiên của Đức bay lần đầu tiên vào ngày 12 tháng 4 năm 1978. Nó có tên gọi khác là Alpha Jet A ("A" làAppui Tactique hay "Tactical Strike - Tấn công chiến thuật") hay phiên bản Alpha Jet Close Support. Luftwaffe có trong trang bị 175 chiếc đến năm 1983, những chiếc Alpha Jet đã thay thế Fiat G91R/3. Mặc dù những chiếc Alpha Jet được chế tạo ở cả Pháp và Đức, những việc chế tạo các bộ phận lắp ráp lại được phân chia giữa hai quốc gia, với mỗi nhà máy ở mỗi quốc gia sẽ thực hiện công đoạn lắp ráp cuối cùng và kiểm tra. Bốn nguyên mẫu vẫn tiếp tục được sử dụng để thử nghiệm cánh composite vòng than chì và cải tiến những phiên bản động cơ Larzac.
Hệ thống điện tử hàng không được lắp đặt trên mỗi phiên bản của Pháp và Đức là khác nhau, nên chúng cũng dễ nhận ra, những máy bay của Pháp có phần mũi khá tròn trong khi những máy bay của Đức lại có phần mũi sắc nhọn.

## Quốc gia sử dụng khác

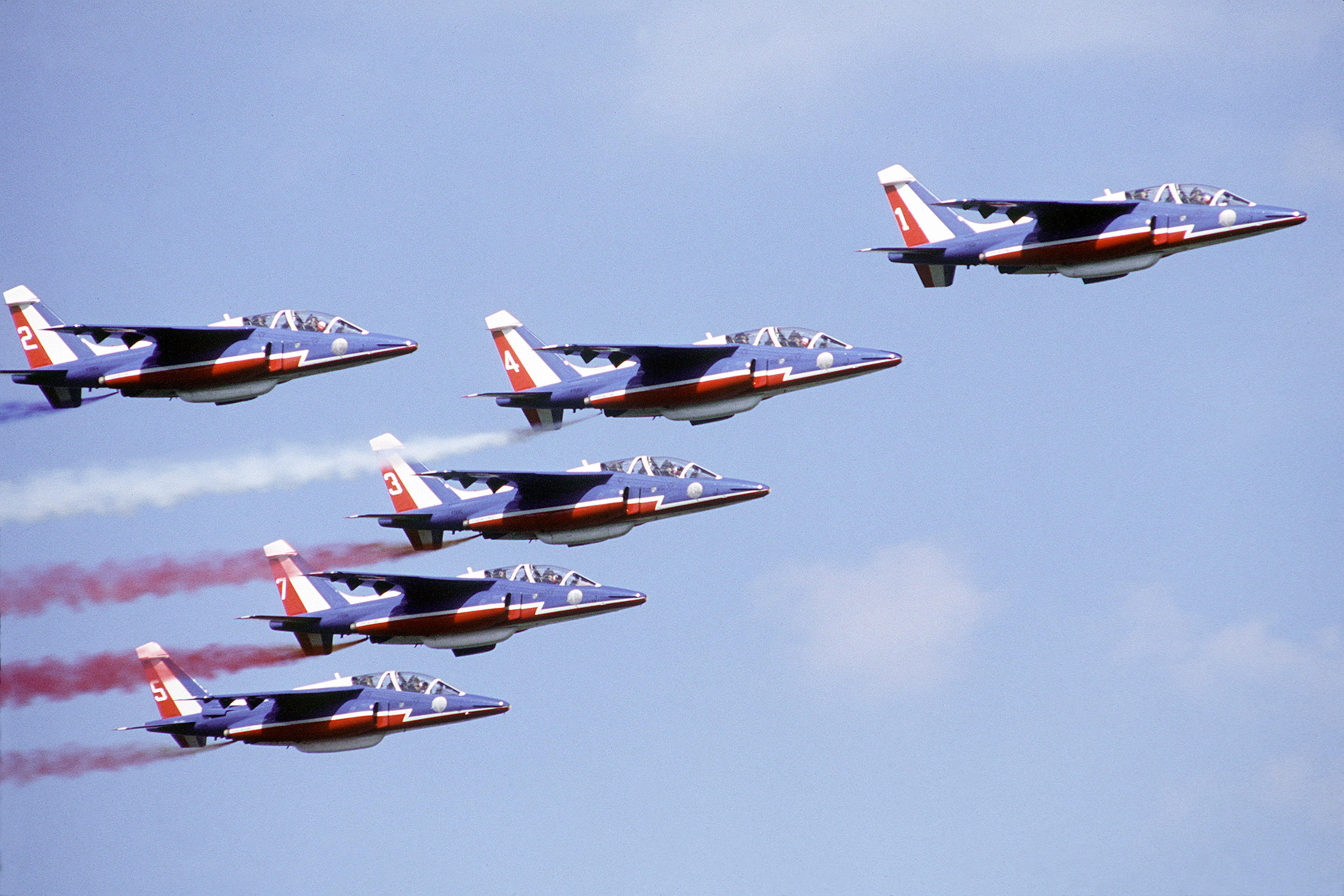
Alpha Jet E của Pháp năm 1988.

Một số lớn quốc gia muốn mua Alpha Jet, tuy vậy Alpha Jet vẫn phải cạnh tranh trên thị trường quốc tế với đối thủ chính của mình là BAe Hawk. Và kết quả là BAE Hawk là người chiến thắng trong các thương vụ.
Những khách hàng nước ngoài chính đầu tiên là Bỉ và Ai Cập, mỗi quốc gia đã ký hợp đồng mua Alpha Jet theo tiêu chuẩn Alpha Jet E của Pháp. Bỉ đã mua 33 chiếc dưới tên gọi là Alpha Jet 1B, chúng được lắp ráp bởi SABCA ở Bỉ và được chuyển giao vào khoảng thời gian từ 1978-1980.
Máy bay của Bỉ đã được nâng cấp bởi hãng SABCA thành tiêu chuẩn Alpha Jet 1B+, với một hệ thống dẫn đường quán tính laser-con quay hồi chuyển với một thiết bị thu GPS, HUD ở phía trước buồng lái và một bộ chuyển tiếp HUD ở đằng sau, một máy ghi hình và vài cải tiến nhỏ khác. Những chiếc 1B+ đầu tiên sau khi nâng cấp đã được chuyển giao vào năm 2000 và những chiếc Alpha Jet sẽ hoạt động trong biên chế của Không quân Bỉ cho đến cuối năm 2015.
Ai Cập đã đặt mua 30 chiếc với tên gọi Alpha Jet MS1 vào đầu thập niên 1980. 4 chiếc được cung cấp bởi Dassault, và 26 chiếc khác được lắp ráp tại Ai Cập với các thiết bị rẻ tiền bởi hãng AOI.
Một số quốc gia khác cũng đặt mua Alpha Jet E, bao gồm Bờ biển Ngà (7 chiếc), Maroc (24), Nigeria (24), Qatar (6 Alpha Jet C) và Togo (5). Tất cả những máy bay này đều được sản xuất ở Pháp ngoại trừ 24 chiếc của Nigeria, chúng được sản xuất tại Đức. Những chiếc Alpha Jet E của Qatar được sơn ngụy trang gợn sóng màu nâu và màu cát sa mạc ở trên và màu xanh nhẹ ở bụng, và được nổi bật với một cạnh dài chạy từ cánh đuôi đến giữa cánh, nó có thể được sử dụng để làm nơi lắp đặt thiết bị điện tử hàng không bổ sung.
Luftwaffe (không quân Đức) bắt đầu từng bước rút dần Alpha Jet A ra khỏi biên chế vào năm 1992, tuy nhiên họ vẫn dự trữ 45 chiếc để huấn luyện phi công tiêm kích ban đầu. 50 chiếc đã được chuyển cho Bồ Đào Nha, và 5 chiếc được sử dụng như đồ dự trữ phụ tùng thay thế. Mọi đơn vị khác dần dần loại bỏ Alpha Jet A, công việc này kết thúc vào năm 1998. Vào năm 1999, 25 chiếc đã được bán cho Thái Lan để thay thế những chiếc OV-10 Bronco trong vai trò tuần tra biên giới, trong khi Cơ quan nghiên cứu và đánh giá quốc phòng Anh đã mua 12 chiếc với mục đích thử nghiệm. Cả Thái Lan và Anh đều sử dụng 5 chiếc đồ dự trữ phụ tùng thay thế. 

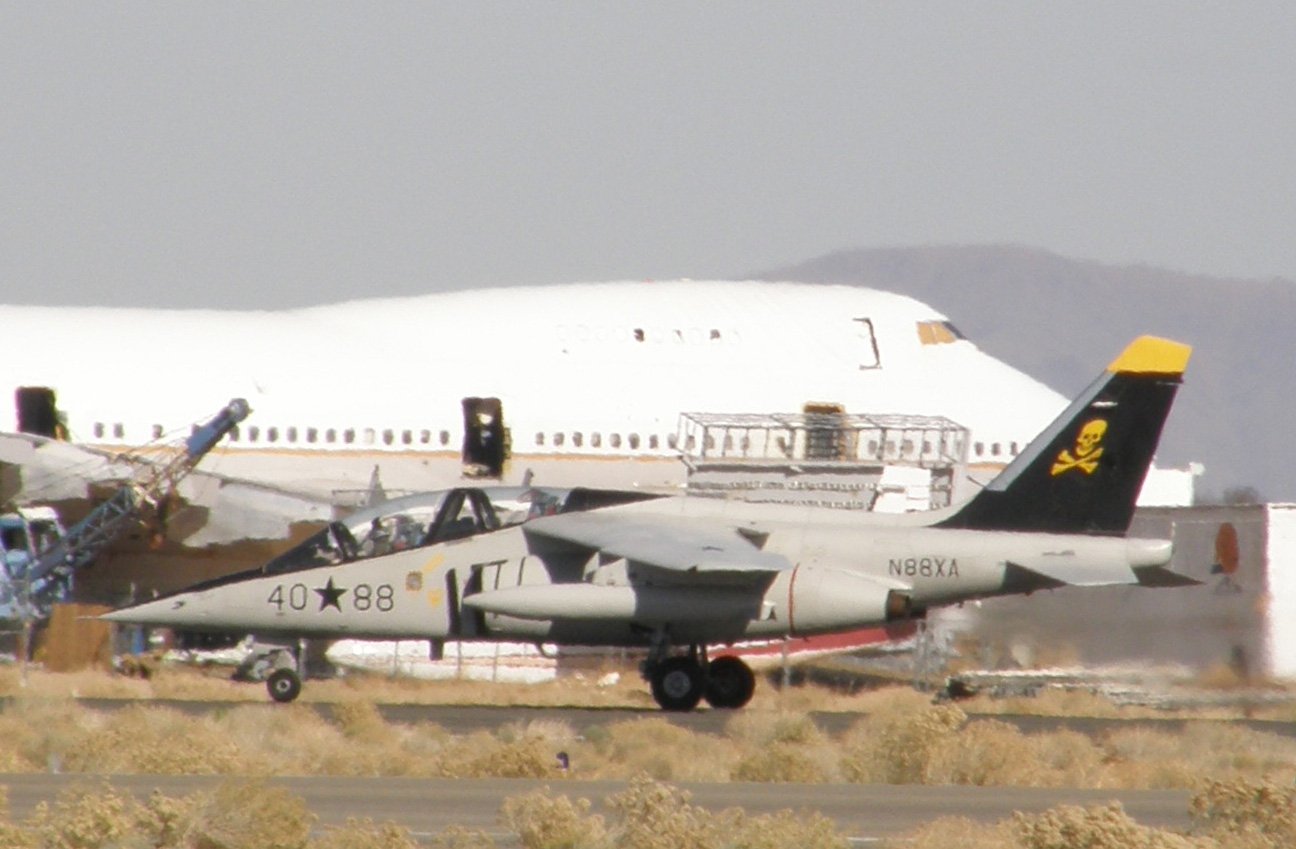
Alpha Jet tại Sân bay Mojave

Những chiếc Alpha Jet được bán rẻ từ khi chúng bắt đầu bị cho ngừng hoạt động, dù Fairchild-Dornier đã đưa ra một hợp đồng trị giá 34 triệu USD để tân trang lại những máy bay đó và cung cấp các hoạt động hỗ trợ đến khi chúng bị loại bỏ khỏi biên chế. Khoảng 32 chiếc, bao gồm 2 chiếc được sử dụng như đồ dự trữ phụ tùng thay thế, đã được bán cho UAE, tuy nhiên những chi tiết này không rõ ràng, và vài chiếc thậm chí đã được bán cho tư nhân, chúng được sử dụng trong đội bay trình diễn "Flying Bulls", chúng hoạt động tại Áo và bay một tầm bay của một máy bay cổ.
Vào năm 1980, công việc bắt đầu với một phiên bản "Alternate Close Support" của Alpha Jet, được trang bị một thiết bị SAGEM ULISS 81 INS, một HUD Thomson-CSF VE-110, một thiết bị đo xa laser TMV630 đã được nâng cấp và một máy đo độ cao TRT AHV 9, với một hệ thống điện tử hàng không liên kết qua một kênh dữ liệu số. Chuyến bay đầu tiên được thực hiện vào 9 tháng 4 năm 1982. Cameroon đã mua 7 chiếc (có nguồn nói 6 chiếc) và Ai Cập đã mua 15 chiếc. Giống như đơn đặt hàng ban đầu của Ai Cập cho MS1, Dassault đã cung cấp 4 chiếc như vậy dưới tên gọi MS2 và hãng AOI của Ai Cập đã lắp ráp chúng với những thiết bị hạ giá.
Công ty Abbatare Inc. ở Arlington, Washington, dưới tên gọi "Alpha Jets USA", đã bắt đầu nhập khẩu Alpha Jet vào Hoa Kỳ và bán chúng cho các nhà sưu tập tư nhân.

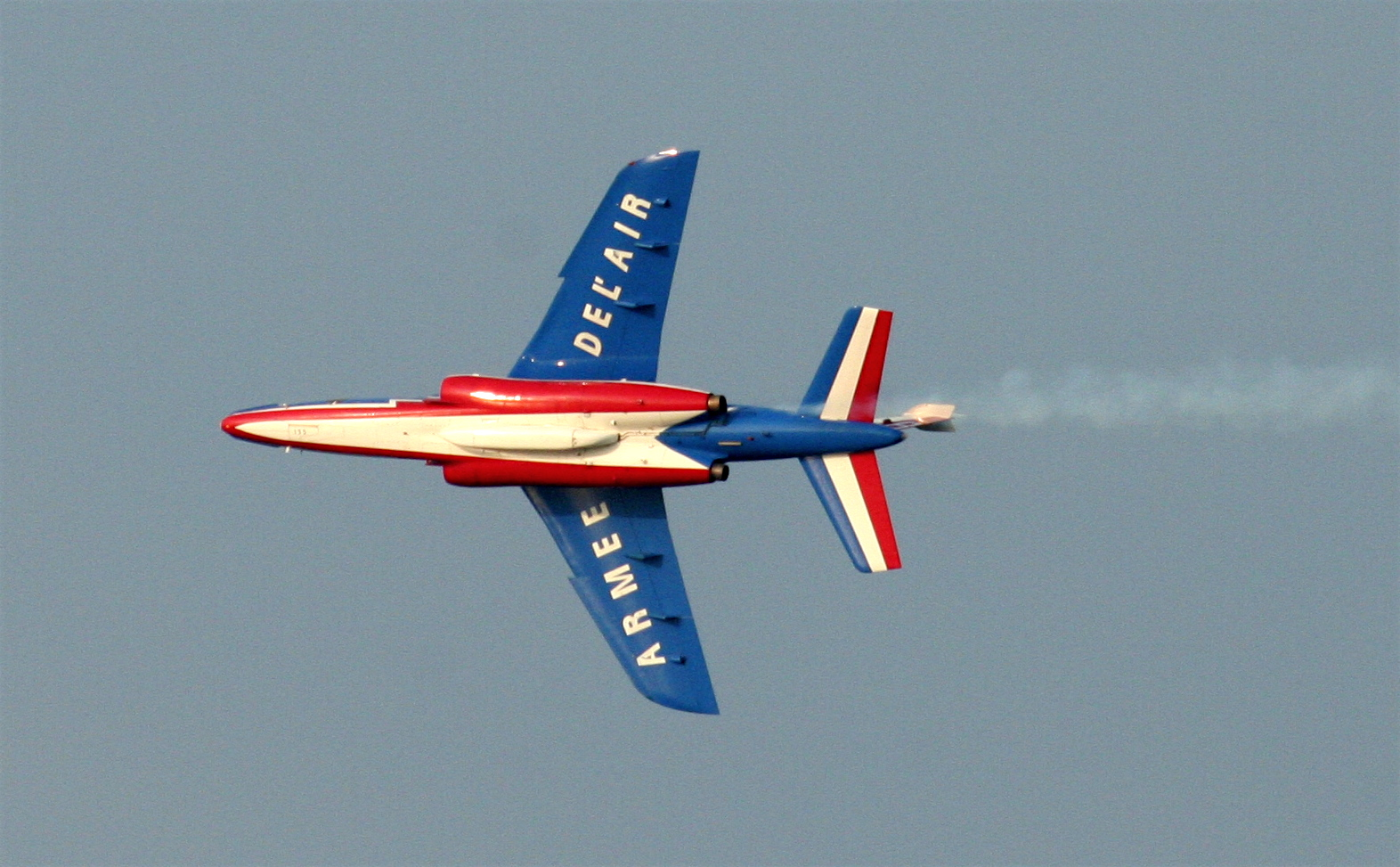
Alpha Jet E của Pháp bay biểu diễn.

Có một số phương án đề nghị Alpha Jet khác mà chưa bao giờ được sản xuất:
- Alpha Jet 2, trước đây là Alpha Jet NGEA (Nouvelle Generation Appui/Ecole hay "New Generation Attack/Training"), có hệ thống điện tử hàng không cơ bản của MS2 cộng với tính tương thích sử dụng tên lửa không đối không Matra Magic 2 tiên tiến của Pháp và động cơ Larzac 04-C20 khỏe hơn được trang bị lại cho Alpha Jet A của Luftwaffe. Một nguyên mẫu đã bay thử nghiệm, có lẽ là một cải tiến trong số những nguyên mẫu ban đầu của Alpha Jet.
- Alpha Jet 3 Advanced Training System, nổi bật với mà hình hiển thị đa chức năng ở hai buồng lái (MFDs) và khả năng tiềm tàng của radar AGAVE hoặc Anemone, một thiết bị hình ảnh hồng ngoại tiên tiến, một hệ thống chỉ thị mục tiêu bằng laser và những biện pháp đối phó hiện đại. Một nguyên mẫu đã bay thử nghiệm, lần này có lẽ cũng lại là một cải tiến trong số những nguyên mẫu ban đầu của Alpha Jet.
- Dassault cũng đề xuất một phiên bản huấn luyện sử dụng trên tàu sân bay, với móc hãm và bộ bánh đáp khỏe hơn, phiên bản này được đề xuất cho không lực hải quân Pháp là Aeronavale.

## Các phiên bản

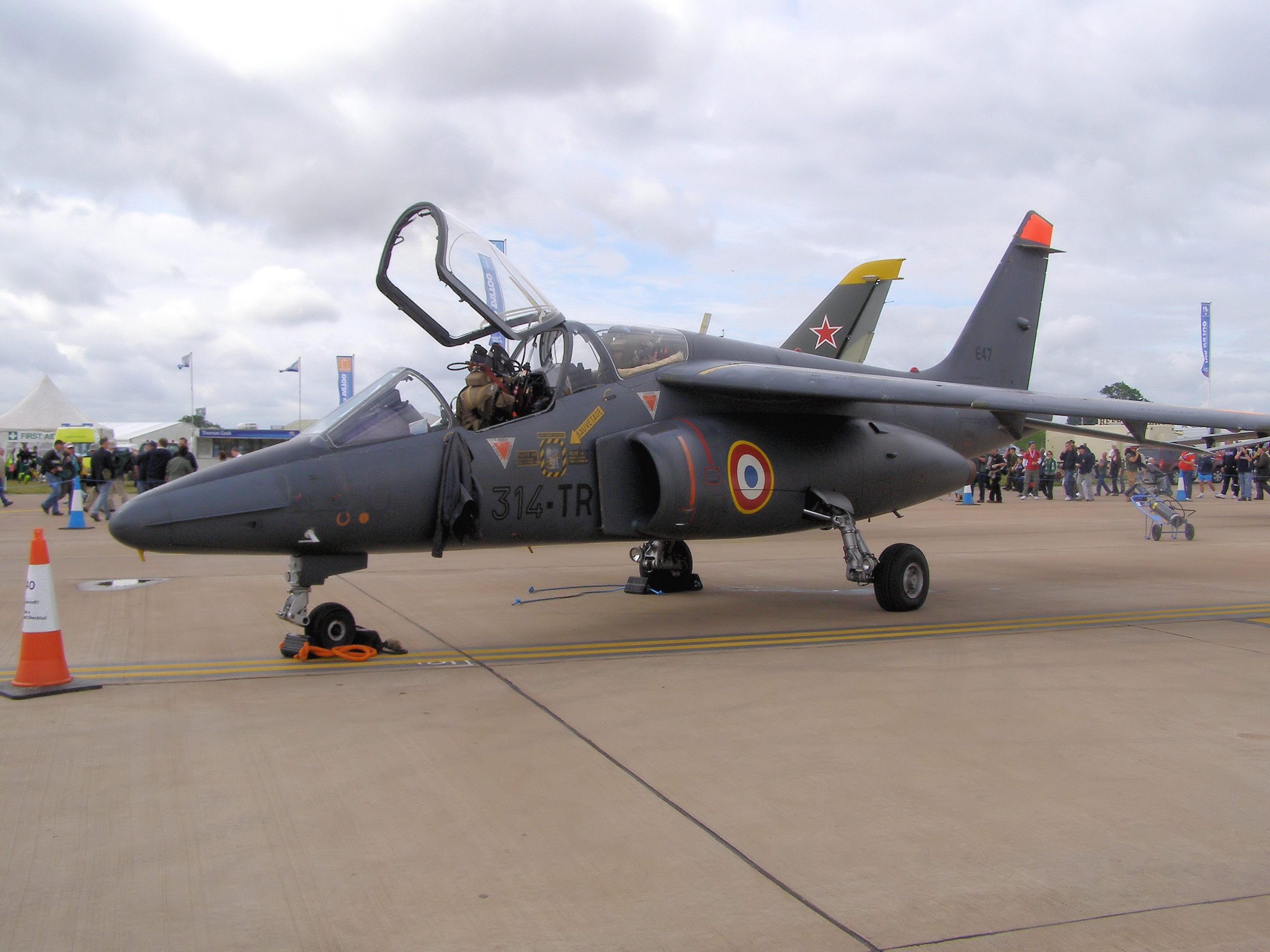
Alpha Jet E thuộc Không quân Pháp

- Alpha Jet A: Phiên bản tấn công được sử dụng đầu tiên ở Đức.
- Alpha Jet E: Phiên bản huấn luyện được sử dụng đầu tiên ở Pháp.
- Alpha Jet 2: Alpha Jet E phát triển cho vai trò tấn công mặt đất. (Phiên bản này có tên gọi ban đầu là Alpha Jet NGAE (Nouvelle Generation Appui/Ecole hay "New Generation Attack/Training"),
- Alpha Jet MS1: Phiên bản hỗ trợ từ trên không được lắp ráp tại Ai Cập.
- Alpha Jet MS2: Phiên bản cải tiến với hệ thống điện tử hàng không mới, động cơ nâng cấp, tên lửa không đối không Magic và một buồng lái kính Lancier.
- Alpha Jet ATS (Advanced Training System): Phiên bản được trang bị hệ thống điều khiển đa chức năng và một buồng lái kính, được dùng để huấn luyện phi công sử dụng hệ thống tấn công/dẫn đường và máy bay tiêm kích thế hệ mới. Phiên bản này cũng còn được gọi là Alpha Jet 3 hay Lancier.

FMA IA 63 Pampa củaArgentina cũng được thiết kế dựa trên cơ sở thiết kế của Alpha Jet.

## Các quốc gia sử dụng
- Bỉ:
  - Không quân Bỉ (Alpha Jet E)
- Cameroon:

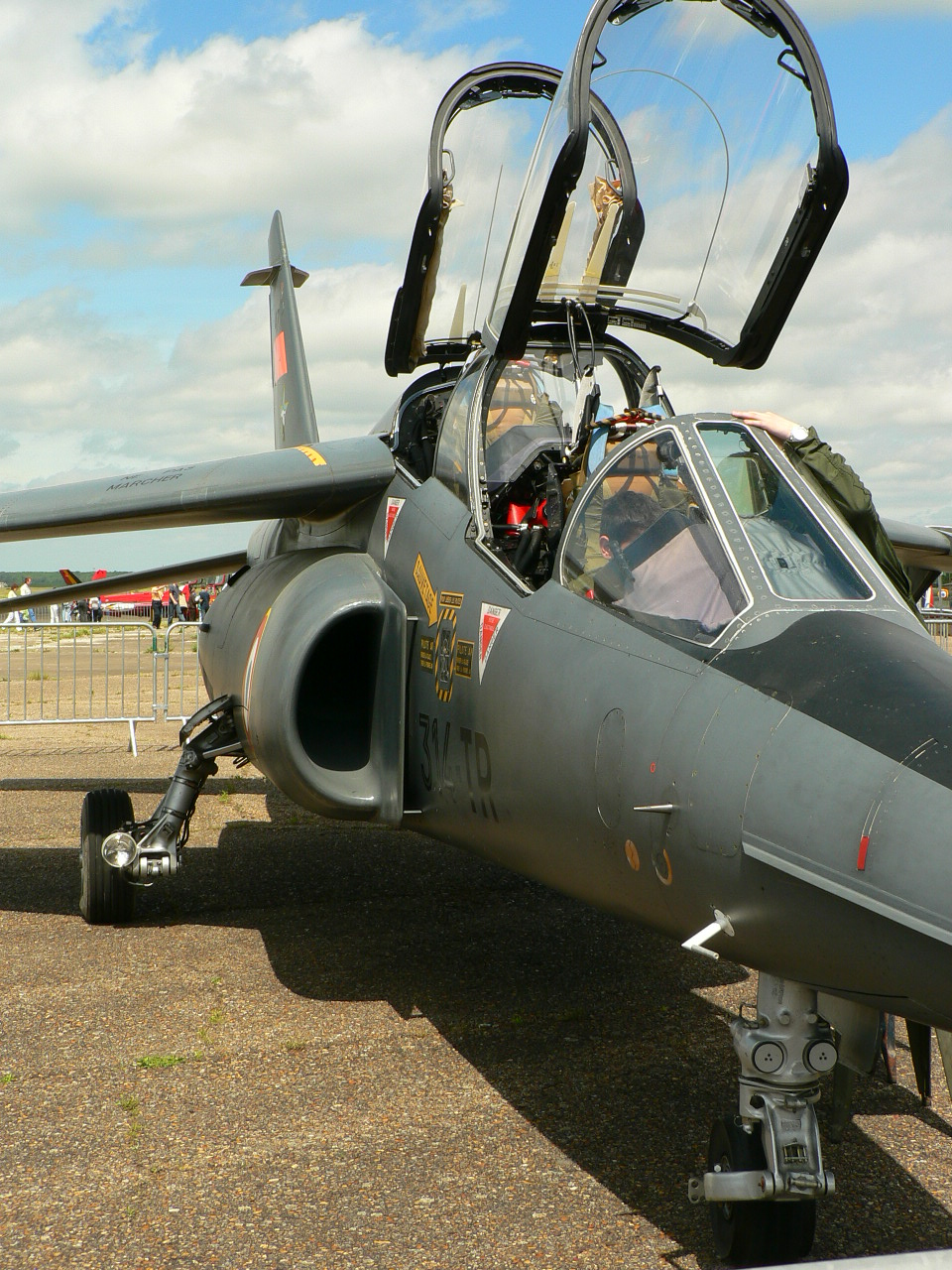
Alpha Jet E nhìn đằng trước.

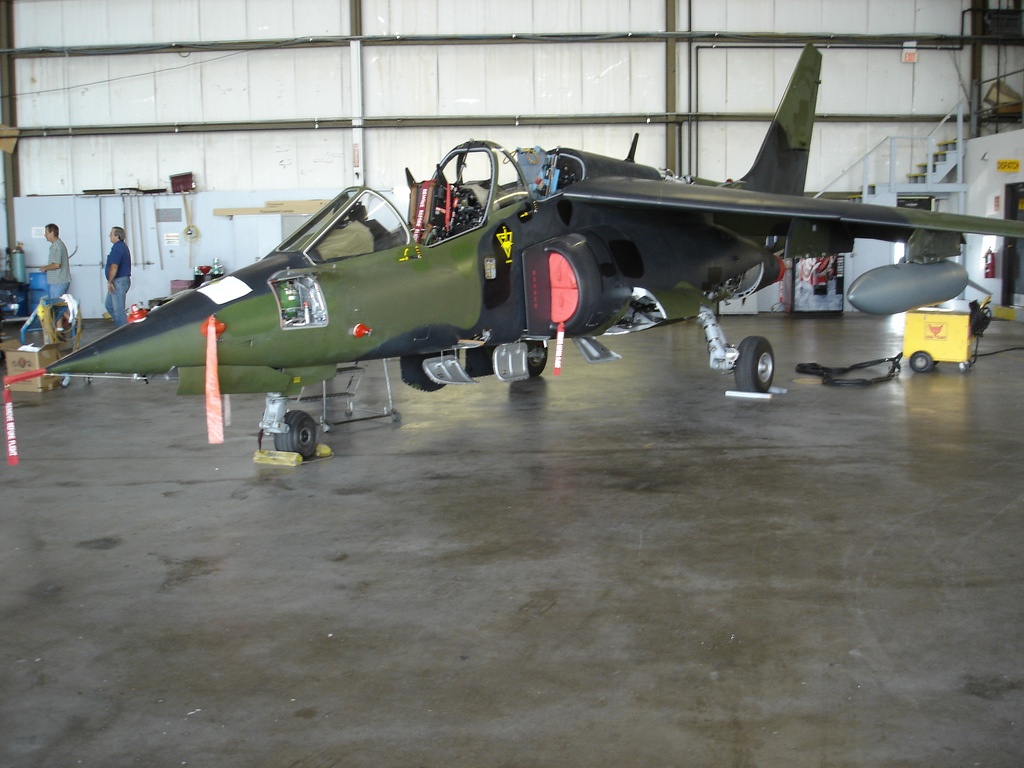
Alpha Jet trưng bày.

  - Không quân Cameroon (Alpha Jet MS2)
- Canada:
  - Sử dụng 8 chiếc Alpha Jet.[2]
- Bờ Biển Ngà:
  - Không quân Côte d'Ivoire (Alpha Jet E)
- Ai Cập:
  - Không quân Ai Cập (Alpha Jet MS2 and E)
- Pháp:
  - Không quân Pháp (Alpha Jet E)
- Đức:
  - Không quân Đức (Alpha Jet A)
- Maroc:
  - Không quân Hoàng gia Maroc (Alpha Jet E)
- Nigeria:
  - Không quân Nigeria (Alpha Jet E)
- Bồ Đào Nha:
  - Không quân Bồ Đào Nha (Alpha Jet A máy bay cũ của Không quân Đức)
- Qatar:
  - Không quân Qatar (Alpha Jet E)
- Thái Lan:
  - Không quân Hoàng gia Thái Lan (Alpha Jet A máy bay cũ của Không quân Đức)
- Togo:
  - Không quân Togo (Alpha Jet E)
- Anh Quốc:
  - (Qinetiq sử dụng Alpha Jet A, máy bay cũ của Không quân Đức)

## Thông số kỹ thuật (Alpha Jet)

### Đặc điểm riêng
- Phi đoàn: 1-2
- Chiều dài: 13.23 m (43 ft 4.9 in)
- Sải cánh: 9.11 m (29 ft 11 in)
- Chiều cao: 4.19 m (13 ft 9 in)
- Diện tích cánh: 17.5 m² (188 ft²)
- Trọng lượng rỗng: 3.515 kg (7.750 lb)
- Trọng lượng cất cánh: 5.000 kg (11.000 lb)
- Trọng lượng cất cánh tối đa: 8.000 kg (18.000 lb)
- Động cơ: 2× động cơ phản lực SNECMA/Turboméca Larzac 04-C6, 13.2 kN (3.000 lbf) mỗi chiếc

### Hiệu suất bay
- Vận tốc cực đại: 994 km/h (537 kn, 621 mph)
- Tầm bay: 2.780 km (1.500 nmi, 1.740 mi)
- Trần bay: 13.700 m (50.000 ft)
- Vận tốc lên cao: n/a
- Lực nâng của cánh: n/a
- Lực đẩy/trọng lượng: n/a

### Vũ khí
- 1× pháo 27 mm (1.06 in) Mauser BK-27
- Mang được 2.500 kg (5.500 lb) vũ khí trên 5 giá treo, bao gồm:
  - Bom:
    - Hunting BL755 (bom chùm)

  - Tên lủa:
    - AGM-65 Maverick
    - AIM-9 Sidewinder
    - Matra Magic II

## Nội dung liên quan

### Máy bay có cùng sự phát triển
- FMA IA 63 Pampa

### Máy bay có tính năng tương đương
- Aermacchi S-211
- Aero L-39 Albatros
- Aero L-59 Super Albatros
- BAE Hawk
- CASA C-101
- Kawasaki T-4
- PZL I-22 Iryda
- Soko G-4 Super Galeb
- T-45 Goshawk